# Pivot to video
«Pivot to video» («Pivotar a vídeo») es una frase que se refiere a la tendencia, que comenzó en 2015, de que las empresas editoriales de medios recorten recursos de personal para contenido escrito (generalmente publicado en sus propios sitios web) en favor de contenido de video de formato corto (a menudo publicado en plataformas de terceros como Facebook, Instagram, Twitter, YouTube, Snapchat y TikTok). Estos movimientos fueron generalmente presentados por los editores como una respuesta a cambios en el tráfico de las redes sociales o a cambios en los hábitos de consumo de medios de las audiencias más jóvenes. Sin embargo, según los comentaristas, en realidad fue impulsado por la publicidad; Sólo los anunciantes, no los consumidores, prefieren el vídeo al texto. Debido a los numerosos puestos de trabajo perdidos como resultado, el término finalmente se convirtió en un eufemismo para despidos, muerte y despido.
Los comentaristas también han notado una falta de transparencia y precisión en las métricas de audiencia reportadas por plataformas como Facebook, señalando que los cambios abruptos en los algoritmos propietarios de las plataformas pueden tener efectos devastadores en la audiencia, el tráfico y los ingresos de los editores. Tras un escándalo en el que Facebook reveló que había inflado artificialmente a sus anunciantes cifras sobre cuánto tiempo los espectadores veían anuncios, muchos periodistas y analistas de la industria concluyeron que el cambio al vídeo se basó en métricas tan engañosas o inexactas, que crearon una falsa impresión de que había demanda de los clientes de contenido de vídeo adicional.

## Historia
La tecnología de streaming ha estado disponible desde principios de la década de 1990, aunque era de fidelidad relativamente baja y no estaba ampliamente disponible hasta mediados de la década de 2000. En 2007, los editores de medios tradicionales, incluidos The New York Times, The Washington Post y Time Inc., crearon nuevas divisiones para desarrollar videos web y Facebook lanzó su plataforma de videos. Twitter compró el servicio de microvideo Vine en octubre de 2012, comenzó a agregar transmisión de video nativa a fines de 2014 y adquirió el servicio de transmisión de video Periscope en enero de 2015.
Un perfil de BuzzFeed de agosto de 2014 señaló la gran inversión del editor en la producción de videos y observó que «el futuro de BuzzFeed tal vez ni siquiera esté en BuzzFeed.com. Una de las ideas incipientes de la compañía, BuzzFeed Distributed, será un equipo de 20 personas que producirán contenido que vive enteramente en otras plataformas populares, como Tumblr, Instagram o Snapchat».
El 7 de enero de 2015, Facebook emitió una declaración sobre «el cambio hacia el vídeo», informando que «desde junio de 2014, Facebook ha promediado más de mil millones de visualizaciones de vídeo cada día». El crítico de medios John Herrman argumentó que «Lo que significa el cambio al vídeo de Facebook es que Facebook está más interesado en albergar las cosas que hacen las empresas de medios que simplemente difundirlas, que considera los enlaces a páginas externas como un problema que debe resolverse, y que ve los vídeos alojados en Facebook como un ejemplo de solución».
En febrero de 2015, la editorial de videoperiodismo digital NowThis anunció que operaría sin página de inicio y produciría contenido para publicarlo directamente en las plataformas de redes sociales.
En abril de 2016, Mashable despidió a gran parte de su personal editorial, intentando alejarse de la cobertura de noticias duras mientras «hacía crecer Mashable en todas las plataformas» y duplicaba los videos y contenido de marca. En diciembre de 2017, luego de una venta a Ziff Davis, Mashable se retiró de este enfoque en el video; Bernard Gershon, presidente de GershonMedia, afirmó que el anuncio de muchos de estos «pivotes» en realidad estaba dirigido principalmente a los inversores.
En 2017, «el interés de los anunciantes en los vídeos [era] insaciable... Cualquier director financiero dirá '¿Cómo podemos conseguir más vídeos?'», según un ejecutivo de la asociación comercial de editores Digital Content Next. Editores como Vanity Fair, The Washington Post y Sports Illustrated comenzaron a adaptar sus propios artículos a contenidos de vídeo baratos, ya sea dictados por un lector de noticias o animados como una presentación de diapositivas con subtítulos, que podían compartirse en plataformas sociales o incluso reproducirse junto con los propios artículos.
En junio de 2017 se produjeron numerosos cambios de alto perfil hacia el vídeo. Vocativ despidió al menos a 20 empleados, incluida toda su sala de redacción, y explicó que «a medida que la industria evoluciona, estamos emprendiendo un cambio estratégico para centrarnos exclusivamente en contenido de vídeo que se distribuirá a través de las redes sociales y otras plataformas». Fox Sports eliminó a todo su personal de redacción para centrarse en la creación de «videos premium en todas las plataformas». MTV News anunció una reestructuración que recortaría su equipo de redacción. Menos de dos años antes, MTV News había contratado al cofundador de Grantland, Dan Fierman, para liderar una inversión significativa en reportajes políticos y culturales de «larga duración», pero Fierman se fue en abril de 2017, y en junio MTV anunció que estaba «transfiriendo recursos hacia vídeos de corta duración más acordes con los hábitos de consumo de medios de los jóvenes».
En julio, Vice Media despidió al menos a 60 empleados, incluido el editor en jefe de Vice Sports, mientras ampliaba la producción de vídeos.
En agosto de 2017, Mic eliminó a diez escritores y dirigió el resto de la sala de redacción para generar videos para plataformas sociales. El director ejecutivo Chris Altchek dijo: «Cuando piensas en cuántas horas pasa la gente viendo vídeos en comparación con leyendo, la audiencia ya ha hablado». La medida finalmente no tuvo éxito y Mic despidió a la mayoría de su personal un año después antes de ser vendido a Bustle Media Group por una fracción de su valor anterior.
En septiembre de 2017, la empresa de alojamiento wiki con fines de lucro Fandom comenzó a agregar videos producidos comercialmente a sus subdominios wiki generados por los usuarios, citando explícitamente la necesidad de «mantenerse al día con las expectativas de los usuarios y anunciantes» al «diversificar nuestro contenido», afirmando sin justificación de que «los patrones de consumo están cambiando», lo que requiere la adición de «video complementario» para satisfacer esa supuesta necesidad. La objeción al contenido de estos videos y su marcado contraste con el contenido de los sitios wiki a los que se aplicaron provocó una reacción violenta de los usuarios, lo que llevó a la CCO de Fandom, Dorth Raphaely, a ofrecer la siguiente respuesta evasiva: «Estoy de acuerdo en que con estos videos en particular, no brindamos el tipo correcto de experiencia de contenido».
El director ejecutivo de Movie Pilot, Tobi Bauckhage, explicó los despidos de su compañía en el otoño de 2017 como parte del paso «de un modelo de publicación basado en texto a video... una reacción al hecho de que Facebook ha cambiado sus algoritmos a favor del video en lugar del tráfico de referencia en los últimos 12 meses y estábamos perdiendo dinero en la parte editorial de nuestro negocio». Como parte del cambio de rumbo de la empresa, la mayor parte de su personal fue despedido y su empresa matriz fue vendida a Webedia.
En noviembre de 2017, el editor de revistas Condé Nast eliminó puestos de trabajo, redujo la frecuencia de varias revistas y cerró la edición impresa de Teen Vogue, luego invirtió nuevos recursos significativos en la producción de videos, y un alto ejecutivo dijo: «En los próximos 24 meses, Espero que el vídeo sea la mitad de nuestro negocio... Es fundamental. Es la tendencia macro del consumo de contenidos».
En febrero de 2018, Vox Media recortó aproximadamente 50 empleados, principalmente aquellos asignados a «videos sociales», ya que el director ejecutivo de Vox, Jim Bankoff, admitió que esos esfuerzos no eran «impulsores viables de crecimiento de audiencia o ingresos».
En agosto de 2020, Facebook Inc. (ahora Meta Platforms) convirtió Instagram al video en un esfuerzo por replicar el éxito de TikTok y atraer a una audiencia más joven, introduciendo «reels» como una forma de video y promocionándolos agresivamente. Los carretes representaron más de la mitad de las 20 publicaciones más vistas en Facebook; sin embargo, la mayoría de estos carretes eran agregaciones anónimas de contenido de TikTok.

## Como eufemismo
En 2017, el periodista Brian Feldman dijo que «'Pivotar hacia el video' se ha convertido en una estrategia comercial para los editores digitales lo suficientemente común en los últimos meses como para ser una especie de cliché, una forma ingeniosa de describir algo más: despidos». En respuesta, los escritores usan la frase como una abreviatura de humor negro para muerte o cancelación, como en «¿Cómo le digo a mi novio que quiero que nuestra relación pase al video?» (Mollie Goodfellow de Sky News) o «Un caballo se rompió su pierna, así que tuvimos que llevarlo hacia atrás y ayudarlo a 'girar hacia el video'» (bloguero Anil Dash).

## Controversia de las métricas de Facebook
En septiembre de 2016, Facebook admitió que había informado a sus anunciantes cifras artificialmente infladas sobre cuánto tiempo los espectadores vieron anuncios, lo que llevó a una sobreestimación del 60-80%. Facebook se disculpó en una declaración oficial y en múltiples apariciones del personal en la Semana de la Publicidad de Nueva York. Dos meses después, Facebook reveló discrepancias adicionales en las métricas de audiencia. En octubre de 2018, un tribunal federal de California reveló el texto de una demanda colectiva presentada por anunciantes contra Facebook, alegando que Facebook sabía desde 2015 que sus cifras de audiencia estaban infladas «entre un 150 y un 900 por ciento» y esperó más de un año antes de tomar acciones para revelar o solucionar el problema, citando comunicaciones internas de Facebook de que «de alguna manera no hubo progreso en la tarea del año» y decisiones para «ocultar el hecho de que arruinamos las matemáticas». Esto llevó a muchos periodistas y analistas de la industria a concluir que el cambio al video se basó en métricas engañosas o inexactas, lo que creó una falsa impresión de que los clientes demandaban contenido de video adicional.